# Noor (raket)
De Noor (Perzisch) is een anti-scheepskruisraket van Iraanse oorsprong. De voornaamste gebruiker van deze kruisraket is de Iraanse marine. De raket is een nagemaakte Chinese C-802 antischeepsraket.

## Geschiedenis

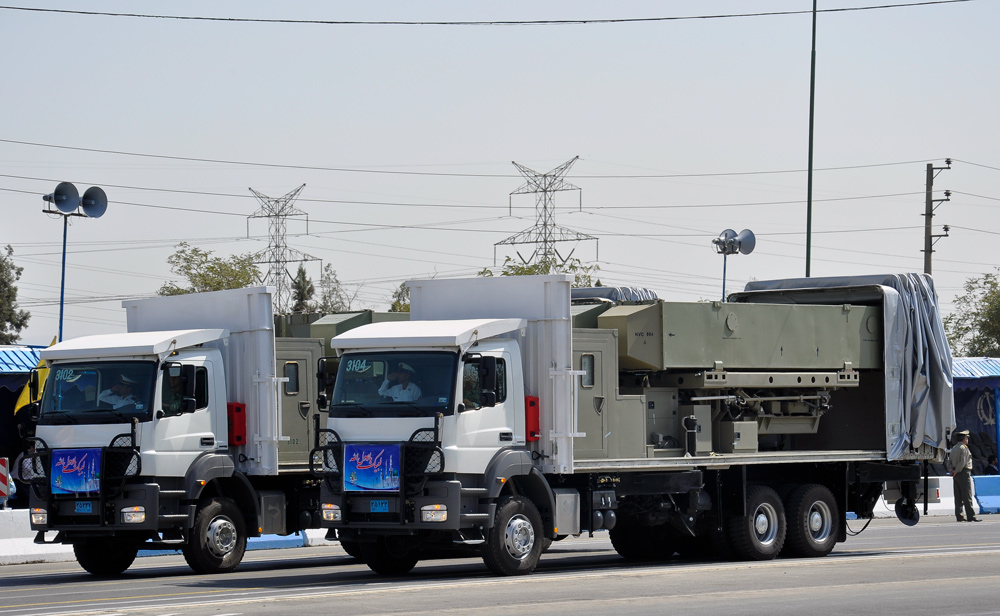
Lanceervoertuigen voor Noor/Qader-raket. Dit voertuig kan worden vermomd als een burgervoertuig.

Iran was de eerste exportklant van Chinese C-802- antischeepsraket. Het contract werd in 1995 getekend, maar werd onder druk van de VS geannuleerd nadat 60 raketten waren afgeleverd. Daarna startte Iran een programma om de C-802 na te maken. 
Het is niet bekend wanneer het programma afgerond werd, maar tussen 2000 en begin 2001 testte Iran een verbeterde C-802-raket tijdens de Unity-79-oefeningen. Iraanse ambtenaren verklaarden dat het bereik van de raket is vergroot van 30 naar 130 kilometer.
De raket wordt aangedreven door een Toloue-4-motor, een Iraanse versie van de Franse Microturbo TRI 60-motor.
In januari 2004 kondigde Iran aan dat het is begonnen met de productie van de DM-3B-monopulsradar voor de Noor-raket. Deze radar wordt volgens Iraanse functionarissen gebruikt om in het laatste stadium van de vlucht van de raket naar het doel te geleiden. Vanwege de frequentie is het erg moeilijk om de radar, die in de neuskegel zit, te blokkeren. 
In 2006 werd aangekondigd dat het bereik van de raket verder is vergroot naar 170 kilometer.
In 2011 werd een andere variant genaamd 'Qader' onthuld door Iran met een bereik van 200 kilometer en de optie om kustdoelen aan te vallen. De Iraanse media hebben een video gepubliceerd van een raket die een kustdoel succesvol raakt.
Begin 2012, tijdens de Velayete-90-oefeningen, werd een versie van de Noor-raket met verbeterde elektronische systemen, een meer storingsbestendige radar en betere algoritmen voor doelzoeken getest. Tijdens de oefening werd ook een Qader-raket getest.
Op 10 mei 2020 werd het Iraanse Hendijan-klasse ondersteuningsvaartuig Konarak getroffen door een Noor-raket die werd afgevuurd vanaf het Moudge-klasse-fregat Jamaran in de Golf van Oman, dicht bij de Straat van Hormuz. Hierbij kwamen 19 bemanningsleden om het leven kwamen en raakte het schip ernstig beschadigd.

## Varianten
- Basisversie Noor: initiële nagemaakte C-802-raket met een bereik van 30 kilometer.
- Noor fase 2: Verbeterde versie met een bereik van 130 kilometer.
- Noor fase 3: Versie met een vergroot bereik van 170 km.
- Noor fase 4: Betere elektronica en computeralgoritmen.
- Qader: Een verbeterde versie met een bereik van 300 kilometer.
- Noor-exportversie: Een versie met een bereik van 120 kilometer.

## Gebruikers
- Iran

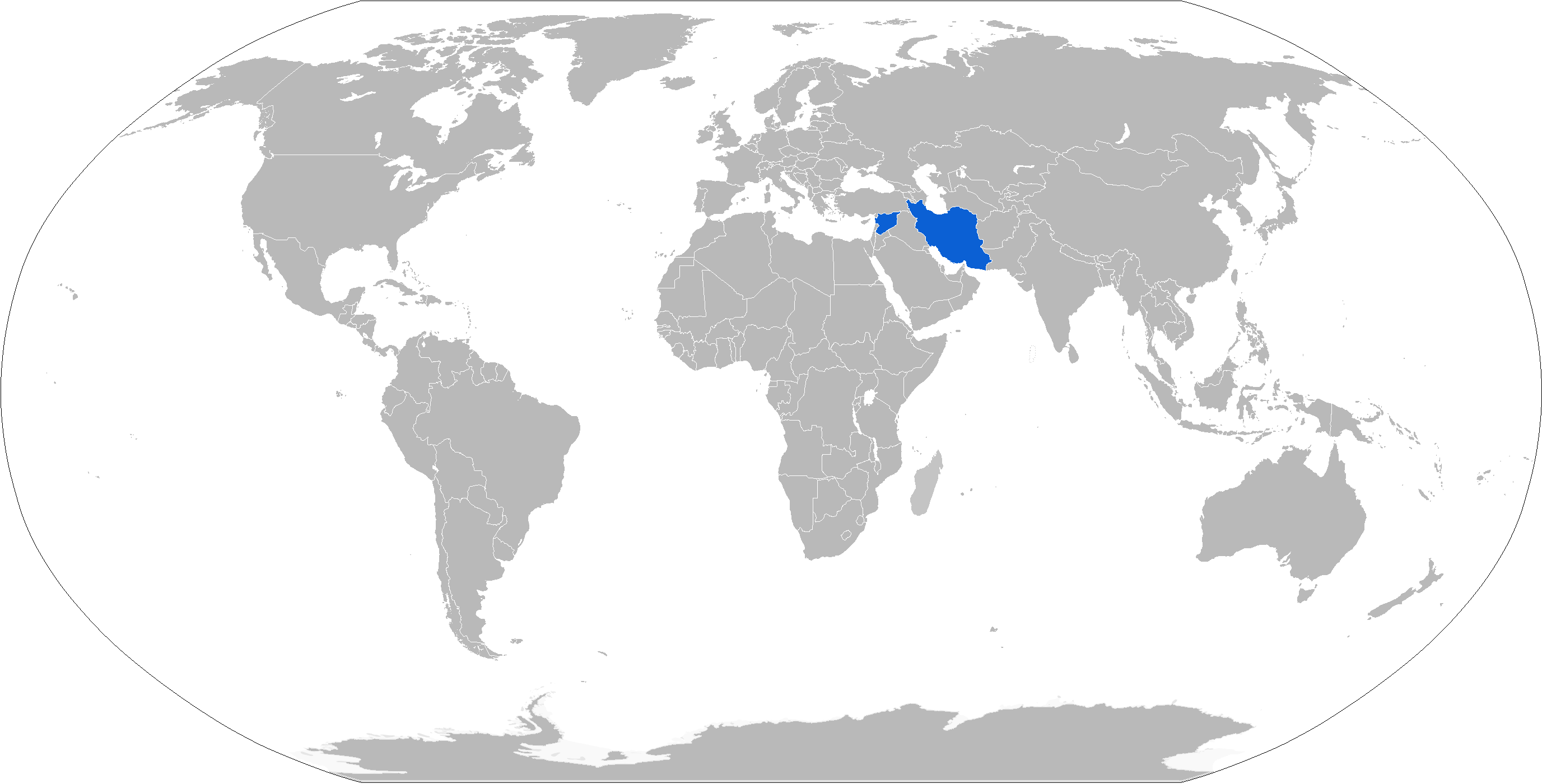
Kaart met Noor-gebruikers in blauw

- Syrië - 25 besteld in 2006 samen met 6 Tir II (IPS 18)-aanvalsboten. 10 geleverd tussen 2009 en 2010.
- Houthi's